# Galles-Italie en rugby à XV
Cet article retrace les confrontations entre l'équipe du pays de Galles et l'équipe d'Italie en rugby à XV.
Les deux équipes se sont affrontées à 32 reprises dont une fois en Coupe du monde. Les Gallois l'ont emporté 28 fois contre cinq fois pour les Italiens et un match nul.

## Historique
La confrontation entre les deux nations est largement dominée par le pays de Galles, victorieux de l'Italie à vingt-sept reprises sur trente-une rencontres. Cependant, l'Italie obtient sa première victoire face au XV du poireau (30-22) lors du Tournoi des Six nations 2003 au Stade Flaminio de Rome puis parvient à obtenir le nul (18 partout) à Cardiff lors du tournoi 2006. La squadra azzura enchaîne l'année suivante par une victoire à Rome (23-20). Par la suite, les Gallois dominent largement les Italiens.
Le plus grand exploit italien survient lors du Tournoi des Six Nations 2022 avec la victoire de l'équipe d'Italie au Millennium Stadium de Cardiff au bout du suspense et un essai à la dernière minute d'Edoardo Padovani (22-21). Cette victoire met fin à une série de trente-six défaites d'affilée dans le tournoi pour les Italiens qui remportent alors leur première victoire depuis 2015.
Les Italiens remportent une nouvelle victoire à l'extérieur lors du Tournoi des Six Nations 2024 après avoir dominé la rencontre, malgré deux essais encaissés en toute fin de match. Le Pays de Galles n'a remporté aucune rencontre internationale officielle en 2024, tandis que l'Italie signe sa meilleure performance dans le Tournoi des Six Nations, ce qui laisse présager une inversion du rapport de force entre les deux nations,.

## Confrontations
| No | Date             | Lieu                                           | Match           | Score   | Compétition                                       |
| -- | ---------------- | ---------------------------------------------- | --------------- | ------- | ------------------------------------------------- |
| 1  | 12 octobre 1994  | National Stadium, Cardiff — Pays de Galles     | Galles – Italie | 29 – 19 | Test match                                        |
| 2  | 16 janvier 1996  | National Stadium, Cardiff — Pays de Galles     | Galles – Italie | 31 – 26 | Test match                                        |
| 3  | 5 octobre 1996   | Stade olympique, Rome — Italie                 | Italie – Galles | 22 – 31 | Test match                                        |
| 4  | 7 février 1998   | Stradey Park, Llanelli — Pays de Galles        | Galles – Italie | 23 – 20 | Test match                                        |
| 5  | 20 mars 1999     | Stadio Comunale di Monigo, Trévise — Italie    | Italie – Galles | 21 – 60 | Test match                                        |
| 6  | 19 février 2000  | Millennium Stadium, Cardiff — Pays de Galles   | Galles – Italie | 47 – 16 | Tournoi des Six Nations                           |
| 7  | 8 avril 2001     | Stade Flaminio, Rome — Italie                  | Italie – Galles | 23 – 33 | Tournoi des Six Nations                           |
| 8  | 2 mars 2002      | Millennium Stadium, Cardiff — Pays de Galles   | Galles – Italie | 44 – 20 | Tournoi des Six Nations                           |
| 9  | 15 février 2003  | Stade Flaminio, Rome — Italie                  | Italie – Galles | 30 – 22 | Tournoi des Six Nations                           |
| 10 | 25 octobre 2003  | Canberra Stadium, Canberra — Australie         | Italie – Galles | 15 – 27 | Coupe du monde (poule D)                          |
| 11 | 27 mars 2004     | Millennium Stadium, Cardiff — Pays de Galles   | Galles – Italie | 44 – 10 | Tournoi des Six Nations                           |
| 12 | 12 février 2005  | Stade Flaminio, Rome — Italie                  | Italie – Galles | 8 – 38  | Tournoi des Six Nations                           |
| 13 | 11 mars 2006     | Millennium Stadium, Cardiff — Pays de Galles   | Galles – Italie | 18 – 18 | Tournoi des Six Nations                           |
| 14 | 10 mars 2007     | Stade Flaminio, Rome — Italie                  | Italie – Galles | 23 – 20 | Tournoi des Six Nations                           |
| 15 | 23 février 2008  | Millennium Stadium, Cardiff — Pays de Galles   | Galles – Italie | 47 – 8  | Tournoi des Six Nations                           |
| 16 | 14 mars 2009     | Stade Flaminio, Rome — Italie                  | Italie – Galles | 15 – 20 | Tournoi des Six Nations                           |
| 17 | 20 mars 2010     | Millennium Stadium, Cardiff — Pays de Galles   | Galles – Italie | 33 – 10 | Tournoi des Six Nations                           |
| 18 | 26 février 2011  | Stade Flaminio, Rome — Italie                  | Italie – Galles | 16 – 24 | Tournoi des Six Nations                           |
| 19 | 10 mars 2012     | Millennium Stadium, Cardiff — Pays de Galles   | Galles – Italie | 24 – 3  | Tournoi des Six Nations                           |
| 20 | 23 février 2013  | Stade olympique, Rome — Italie                 | Italie – Galles | 9 – 26  | Tournoi des Six Nations                           |
| 21 | 1er février 2014 | Millennium Stadium, Cardiff — Pays de Galles   | Galles – Italie | 23 – 15 | Tournoi des Six Nations                           |
| 22 | 21 mars 2015     | Stade olympique, Rome — Italie                 | Italie – Galles | 20 – 61 | Tournoi des Six Nations                           |
| 23 | 5 septembre 2015 | Millennium Stadium, Cardiff — Pays de Galles   | Galles – Italie | 23 – 19 | Test match                                        |
| 24 | 19 mars 2016     | Principality Stadium, Cardiff — Pays de Galles | Galles – Italie | 67 – 14 | Tournoi des Six Nations                           |
| 25 | 5 février 2017   | Stade olympique, Rome — Italie                 | Italie – Galles | 7 – 33  | Tournoi des Six Nations                           |
| 26 | 11 mars 2018     | Principality Stadium, Cardiff — Pays de Galles | Galles – Italie | 38 – 14 | Tournoi des Six Nations                           |
| 27 | 9 février 2019   | Stade olympique, Rome — Italie                 | Italie – Galles | 15 – 26 | Tournoi des Six Nations                           |
| 28 | 1 février 2020   | Millennium Stadium, Cardiff — Pays de Galles   | Galles – Italie | 42 – 0  | Tournoi des Six Nations                           |
| 29 | 5 décembre 2020  | Parc y Scarlets, Llanelli — Pays de Galles     | Galles – Italie | 38 – 18 | Coupe d'automne des nations (phase de classement) |
| 30 | 13 mars 2021     | Stade olympique, Rome — Italie                 | Italie – Galles | 7 – 48  | Tournoi des Six Nations                           |
| 31 | 19 mars 2022     | Millennium Stadium, Cardiff — Pays de Galles   | Galles – Italie | 21 – 22 | Tournoi des Six Nations                           |
| 32 | 11 mars 2023     | Stade olympique, Rome — Italie                 | Italie – Galles | 17 – 29 | Tournoi des Six Nations                           |
| 33 | 16 mars 2024     | Millennium Stadium, Cardiff — Pays de Galles   | Galles – Italie | 21 – 24 | Tournoi des Six Nations                           |
| 34 | 8 février 2025   | Stade olympique, Rome — Italie                 | Italie – Galles | 22 – 15 | Tournoi des Six Nations                           |